# Saint-Outrille

Saint-Outrille este o comună în departamentul Cher, Franța. În 1 ianuarie 2022 avea o populație de 215 de locuitori.